# Stictonaclia seyrigi
Stictonaclia seyrigi là một loài bướm đêm thuộc phân họ Arctiinae, họ Erebidae.